# Nodocephalosaurus kirtlandensis
Il nodocefalosauro (Nodocephalosaurus kirtlandensis) era un dinosauro erbivoro appartenente agli anchilosauri, o dinosauri corazzati. Visse nel Cretaceo superiore (Campaniano, circa 72 milioni di anni fa). I suoi resti fossili sono stati ritrovati in Nordamerica (Nuovo Messico).

## Descrizione
Questo dinosauro è noto grazie a un cranio incompleto e ad altri frammenti cranici, rinvenuti nella formazione Kirtland in Nuovo Messico. Confrontando questo cranio con quello di altri anchilosauri, Nodocephalosaurus doveva di essere di media taglia (circa 5 metri di lunghezza). Il cranio era compatto e dotato di un'armatura costituita da placche ossee fuse sulla sommità, dall'aspetto bulboso. Sembra che la punta del muso fosse rivolta leggermente all'ingiù, mentre erano presenti caratteristiche proiezioni ossee formate dal quadratojugale nella regione delle guance, rivolte verso il basso e in avanti; questa caratteristica non si riscontra in nessun altro anchilosauro.

## Classificazione
Il cranio di Nodocephalosaurus era dotato di protuberanze arrotondate e prominenti nella regione della calotta cranica (da qui il significato del nome, "lucertola dalla testa nodosa", con riferimento alle protuberanze bulbose sul cranio), contrariamente ad altri anchilosauri nordamericani come Ankylosaurus ed Euoplocephalus. Al contrario, caratteristiche simili si riscontrano in alcuni anchilosauri asiatici, come Tarchia e Saichania, con i quali forse è imparentato. Si presume che Nodocephalosaurus fosse un anchilosauride relativamente primitivo.